# Wilhelminaring
De Wilhelminaring is een oeuvreprijs die wordt toegekend aan een vooraanstaande Nederlandse beeldhouwer. De prijs is in 1998 door de Stichting Wilhelmina-ring in het leven geroepen naar aanleiding van het feit dat in dat jaar werd herdacht dat Wilhelmina 100 jaar daarvoor als koningin werd ingehuldigd.
Door het uitreiken van de prijs wil de Stichting Wilhelminaring de belangstelling voor de Nederlandse beeldhouwkunst stimuleren. 
- De winnaar krijgt de prijs voor zijn of haar oeuvre.
- De winnaar ontvangt een speciaal ontworpen ring door een Nederlandse sieraadontwerper.
- De winnaar krijgt van de gemeente Apeldoorn de opdracht een kunstwerk te realiseren in het Sprengenpark in Apeldoorn.
- Er wordt een tentoonstelling gewijd aan het werk van de winnaar in het CODA Museum in Apeldoorn.
- Bij de onthulling van het beeld wordt een gedicht, speciaal geschreven door een vooraanstaand Nederlands dichter, voorgedragen, welke specifiek bij het beeld geschreven is.

## Prijswinnaars
| jaar | winnaar                  | ontwerp ring     | beeld                                                                 |
| ---- | ------------------------ | ---------------- | --------------------------------------------------------------------- |
| 1998 | Joop Beljon              | Lara Kassenaar   | De versmelting, onthuld op 7 juni 2000                                |
| 2000 | Joep van Lieshout        | Cees Post        | Apedoorn, onthuld op 15 oktober 2001                                  |
| 2002 | Jan van Munster          | Jan Matthesius   | Ik, onthuld op 13 november 2003                                       |
| 2004 | Carel Visser             | Ralph Bakker     | Meer, onthuld op 26 april 2006                                        |
| 2006 | Maria Roosen             | Cees de Vries    | Boomsieraad, onthuld op 3 december 2008                               |
| 2009 | John Körmeling           | Dinie Besems     | The Origin of 1 Metre, onthuld op 13 december 2013                    |
| 2011 | Piet Slegers             | Beate Klockmann  | Kringloop, onthuld op 28 juni 2013                                    |
| 2013 | Hans van Houwelingen     | Truike Verdegaal | nog niet onthuld                                                      |
| 2015 | Auke de Vries            | Lucy Sarneel     | Vogelboot, onthuld op 2 juli 2017                                     |
| 2017 | Eja Siepman van den Berg | Katja Prins      | Venere di Matraia, onthuld op 3 juni 2018                             |
| 2019 | Tirzo Martha             | Ted Noten        | Overcoming Ourselves In Order To Overcome, onthuld op 9 december 2020 |
| 2023 | Henk Visch               | Evert Nijland    |                                                                       |
| 2025 | Hester Oerlemans         |                  |                                                                       |